# Platygaster sonchis
Platygaster sonchis är en stekelart som beskrevs av Walker 1836. Platygaster sonchis ingår i släktet Platygaster och familjen gallmyggesteklar. Inga underarter finns listade i Catalogue of Life.